# Paracaroides befasy
Paracaroides befasy är en fjärilsart som beskrevs av Pierre E.L. Viette 1960. Paracaroides befasy ingår i släktet Paracaroides och familjen nattflyn. Inga underarter finns listade i Catalogue of Life.